# Adoretus rubenyani
Adoretus rubenyani är en skalbaggsart som beskrevs av Kalashian 2002. Adoretus rubenyani ingår i släktet Adoretus och familjen Rutelidae. Inga underarter finns listade i Catalogue of Life.